# Bo Lindström (skådespelare)
Bo Gösta Lindström, född 26 juli 1919 i Stockholm, död där 6 juli 1995, var en svensk skådespelare.

## Biografi
Efter teaterlektioner hos Manda Björling debuterade han i Ingmar Bergmans uppsättning av Spöksonaten på Medborgarhuset i Stockholm. Har var därefter engagerad hos Sandro Malmquist på Nyan i Stockholm, fick hoppa in för Max Hansen i rollen som Leopold i Vita Hästen på Oscarsteatern och gjorde rollen som Jud Fry i Oklahoma på Chinateatern. Åren 1944–1946 var han engagerad vid Hippodromteatern i Malmö.
Han lämnade skådespeleriet för ett liv som krögare med egen restaurang på Rhodos under några år, men återvände efter den grekiska militärkuppen 1967 till Sverige. Bo Lindström kom att bli en av Nils Poppes pålitligaste motspelare och medverkade 1969–1990 i 22 uppsättningar på Fredriksdalsteatern i Helsingborg, bland andra Lorden från gränden, Lilla Helgonet, Fars lille påg och Två man om en änka.
Åren 1971 och 1980 var Lindström engagerad vid Dramaten. Han medverkade även i ett flertal dramaproduktioner på film och TV, bland andra Motorsågen, Öbergs på Lillöga och Gränslots.
Bo Lindström är gravsatt på Västra Broby kyrkogård.

## Filmografi
- 1946 – Ungdom i fara
- 1946 – Malmö runt
- 1947 – Konsten att älska
- 1948 – Vårt bygge
- 1953 – Ogift fader sökes
- 1955 – Stampen
- 1958 – Åsa-Nisse i kronans kläder
- 1971 – Väckning kl. 06.00
- 1972 – Magnetisören
- 1972 – Oh, mein Poppe!
- 1977 – Skyll inte på mig (TV-serie)
- 1977 – Oskulden från Mölle
- 1978 – Fantastiska pappa
- 1979 – Kejsaren
- 1982 – Sten Stensson Steen går igen
- 1983 – Blomman från Hawaii
- 1983 – Öbergs på Lillöga (TV-serie)
- 1983 – Profitörerna (TV-serie)
- 1983 – Motorsågen
- 1984 – Två man om en änka
- 1985 – Lilla helgonet
- 1985 – August Strindberg ett liv (TV-serie)
- 1986 – Fars lille påg
- 1986 – Hövdingen (TV-serie)
- 1987 – Res aldrig på enkel biljett
- 1987 – Vita hästen
- 1988 – Som man ropar (TV-serie)
- 1988 – Ta mej! Jag är din!
- 1989 – AB Dun och bolster
- 1990 – Min syster och jag
- 1990 – Gränslots
- 1991 – Två man om en änka

## Teater

### Roller (ej komplett)
| År   | Roll                               | Produktion                                                                                                  | Regi               | Teater                        |
| ---- | ---------------------------------- | --- | ------------------ | ----------------------------- |
| 1941 | Värdshusvärden                     | Elddonet (Fyrtøjet) H.C. Andersen                                                                           | Ingmar Bergman     | Sagoteatern                   |
| 1941 | Johansson                          | En spöksonat August Strindberg                                                                              | Ingmar Bergman     | Medborgarteatern              |
| 1941 | Bottom                             | En midsommarnattsdröm (A Midsummer Night's Dream) William Shakespeare                                       | Ingmar Bergman     | Sagoteatern                   |
| 1943 | Viktor Ander                       | Månen har gått ned (The moon is down) John Steinbeck                                                        | Harry Roeck-Hansen | Blancheteatern/ Oscarsteatern |
| 1947 | Jodelet                            | Cyrano de Bergerac Edmond Rostand                                                                           | Sandro Malmquist   | Oscarsteatern                 |
| 1947 | Sandy Dean                         | Brigadoon Alan Jay Lerner och Frederick Loewe                                                               | Per-Axel Branner   | Oscarsteatern                 |
| 1948 | Guiden                             | Vita hästen (Im weißen Rößl) Hans Müller och Ralph Benatzky                                                 | Max Hansen         | Oscarsteatern                 |
| 1950 | Svarta Örnen                       | Rose Marie Rudolf Friml, Herbert Stothart, Otto Harbach och Oscar Hammerstein                               | Sven Aage Larsen   | Oscarsteatern                 |
| 1951 | Direktören i Monte Carlo           | Blåjackor (Boys in Blue) Lajos Lajtai och Lauri Wylie                                                       | Sven Aage Larsen   | Oscarsteatern                 |
| 1954 | Beckman                            | Popperetten Bom Adolf Schütz, Paul Baudisch, Jules Sylvain och Gösta Rybrant                                | Nils Poppe         | Vasateatern                   |
| 1969 |                                    | Den glade soldaten Bom Carro Bergkvist                                                                      | Albert Gaubier     | Fredriksdalsteatern           |
| 1970 |                                    | Lorden från gränden (Me and My Girl) L. Arthur Rose och Noel Gay                                            | Martin Söderhjelm  | Fredriksdalsteatern           |
| 1971 | Wilhelm Giesecke, kalsongfabrikant | Vita Hästen (Im weißen Rößl) Ralph Benatzky, Erik Charell och Hans Müller-Einigen                           | Albert Gaubier     | Fredriksdalsteatern           |
| 1972 |                                    | Pengar Nils Poppe, Arne Wahlberg och Nils Hansén                                                            | Martin Söderhjelm  | Fredriksdalsteatern           |
| 1975 |                                    | Fars lille påg (Hurra, ein Junge) Franz Arnold och Ernst Bach                                               | Hans Bergström     | Lisebergsteatern              |
| 1975 | Förste vaktmästare                 | No, No, Nanette Vincent Youmans, Otto Harbach, Frank Mandel och Irving Caesar                               | Isa Quensel        | Oscarsteatern                 |
| 1976 | Fritz von Tannenbaum               | Oskulden från Mölle (Der Keusche Lebemann) Franz Arnold och Ernst Bach                                      | Hans Bergström     | Fredriksdalsteatern           |
| 1977 | Major Mathieu                      | Fantastiska pappa (Le voyage de Monsieur Perrichon) Eugène Labiche                                          | Hans Bergström     | Fredriksdalsteatern           |
| 1978 | Styrman Karlsson                   | Hjälten från Öresund (Der kühne Schwimmer) Franz Arnold och Ernst Bach                                      | Hans Bergström     | Fredriksdalsteatern           |
| 1979 | Boris, rysk storfurste             | Min syster och jag (Meine Schwester und ich) Ralph Benatzky och Robert Blum                                 | Egon Larsson       | Fredriksdalsteatern           |
| 1980 | Karl Stubin, kruthandlare          | Mimmi från Möllevången (Adieu, Mimi) Ralph Benatzky, Alexander Engel och Julius Horst                       | Hans Bergström     | Fredriksdalsteatern           |
| 1981 | Sandeberg                          | Sten Stensson Stéen går igen Carro Bergkvist och Arne Wahlberg                                              | Egon Larsson       | Fredriksdalsteatern           |
| 1982 |                                    | Blomman från Hawaii (Die Blume von Hawaii) Paul Abraham, Alfred Grünwald, Fritz Löhner-Beda och Imre Földes | Gösta Folke        | Fredriksdalsteatern           |
| 1985 | Kreaturdirektör Nils Jönsson       | Fars lille påg (Hurra, ein Junge) Franz Arnold och Ernst Bach                                               | Hans Bergström     | Fredriksdalsteatern           |
| 1988 | Mauritz Stiller                    | AB Dun och Bolster! (Der Keusche Lebemann) Franz Arnold och Ernst Bach                                      | Hans Bergström     | Fredriksdalsteatern           |
| 1990 | Justus von Bruzenhane              | Två man om en änka (Der Regimentspapa) Rickard Kessler och Heinrich Stobitzer                               | Claes Sylwander    | Fredriksdalsteatern           |